# Kevin Kuske
Pour les articles homonymes, voir Kuske.
Kevin Kuske, né le 4 janvier 1979 à Potsdam, est membre de l'équipe allemande de bobsleigh. Il a obtenu trois titres olympiques comme freineur d'André Lange en 2002 et 2006 puis un quatrième en 2010. Il a terminé sa carrière avec une médaille d'argent dans le bobsleigh à quatre de Nico Walther à PyeongChang en 2018 pour devenir avec six médailles l'athlète le plus décoré de son sport aux Jeux olympiques. 
Avant sa carrière de bobeur débutée en 1999, il s'illustrait dans les courses de sprint en athlétisme, il a même remporté une médaille de bronze avec le relais allemand lors des Championnats du monde junior 1998 à Annecy.

## Palmarès en bobsleigh

### Jeux olympiques
- Jeux olympiques d'hiver de 2002 à Salt Lake City ( États-Unis) :
  -  Médaille d'or en bob à 4 avec André Lange
- Jeux olympiques d'hiver de 2006 à Turin ( Italie) :
  -  Médaille d'or en bob à 2 avec André Lange
  -  Médaille d'or en bob à 4 avec André Lange
- Jeux olympiques d'hiver de 2010 à Vancouver ( Canada) :
  -  Médaille d'or en bob à 2 avec André Lange
  -  Médaille d'argent en bob à 4
- Jeux olympiques d'hiver de 2018 à Pyeongchang ( Corée du Sud) :
  -  Médaille d'argent en bob à 4

### Championnats monde
- Médaille d'or en 2003 en bob à 2 avec Andre Lange
- Médaille d'or en 2003 en bob à 4 avec Andre Lange

- Médaille de bronze en 2004 en bob à 2 avec Andre Lange
- Médaille d'or en 2004 en bob à 4 avec Andre Lange

- Médaille d'argent en 2005 en bob à 2 avec Andre Lange
- Médaille d'or en 2005 en bob à 4 avec Andre Lange

- Médaille d'or en 2007 en bob à 2
- Médaille de bronze en 2007 en bob à 4

- Médaille d'or en 2008 en bob à 2
- Médaille d'or en 2008 en bob à 4

- Médaille d'argent en 2009 en bob à 4

- Médaille d'argent en 2011 en bob à 2

- Médaille de bronze en 2012 en bob à 2
- Médaille d'argent en 2012 en bob à 4

- Médaille de bronze en 2017 en bob à 4

### Coupe du monde
- 89 podiums  : 
  - en bob à 2 : 21 victoires, 10 deuxièmes places et 6 troisièmes places.
  - en bob à 4 : 24 victoires, 15 deuxièmes places et 13 troisièmes places.

#### Détails des victoires en Coupe du monde
| Édition   | Bob à 2                                            | Bob à 4                                         |
| 2001-2002 |                                                    | Lake Placid Igls Cortina d'Ampezzo              |
| 2002-2003 | Igls Calgary                                       | Altenberg Igls Calgary                          |
| 2003-2004 | Altenberg Igls                                     | Calgary Lake Placid Altenberg Saint-Moritz Igls |
| 2004-2005 | Winterberg                                         |                                                 |
| 2005-2006 | Calgary Lake Placid Saint-Moritz                   | Calgary                                         |
| 2006-2007 | Calgary Park City Lake Placid Winterberg Königssee | Calgary                                         |
| 2007-2008 | Calgary                                            | Königssee                                       |
| 2008-2009 | Altenberg                                          | Winterberg                                      |
| 2009-2010 | Altenberg Saint-Moritz                             | Altenberg Königssee Saint-Moritz Igls           |
| 2011-2012 | La Plagne Winterberg Altenberg                     | Winterberg                                      |
| 2012-2013 | Altenberg                                          |                                                 |
| 2015-2016 |                                                    | Königssee                                       |
| 2017-2018 |                                                    | Park City Altenberg Königssee                   |

## Palmarès en athlétisme
- Championnats du monde junior
  -  Médaille de bronze du relais 4x100 m aux Championnats du monde juniors d'athlétisme 1998